# Charles Blagden

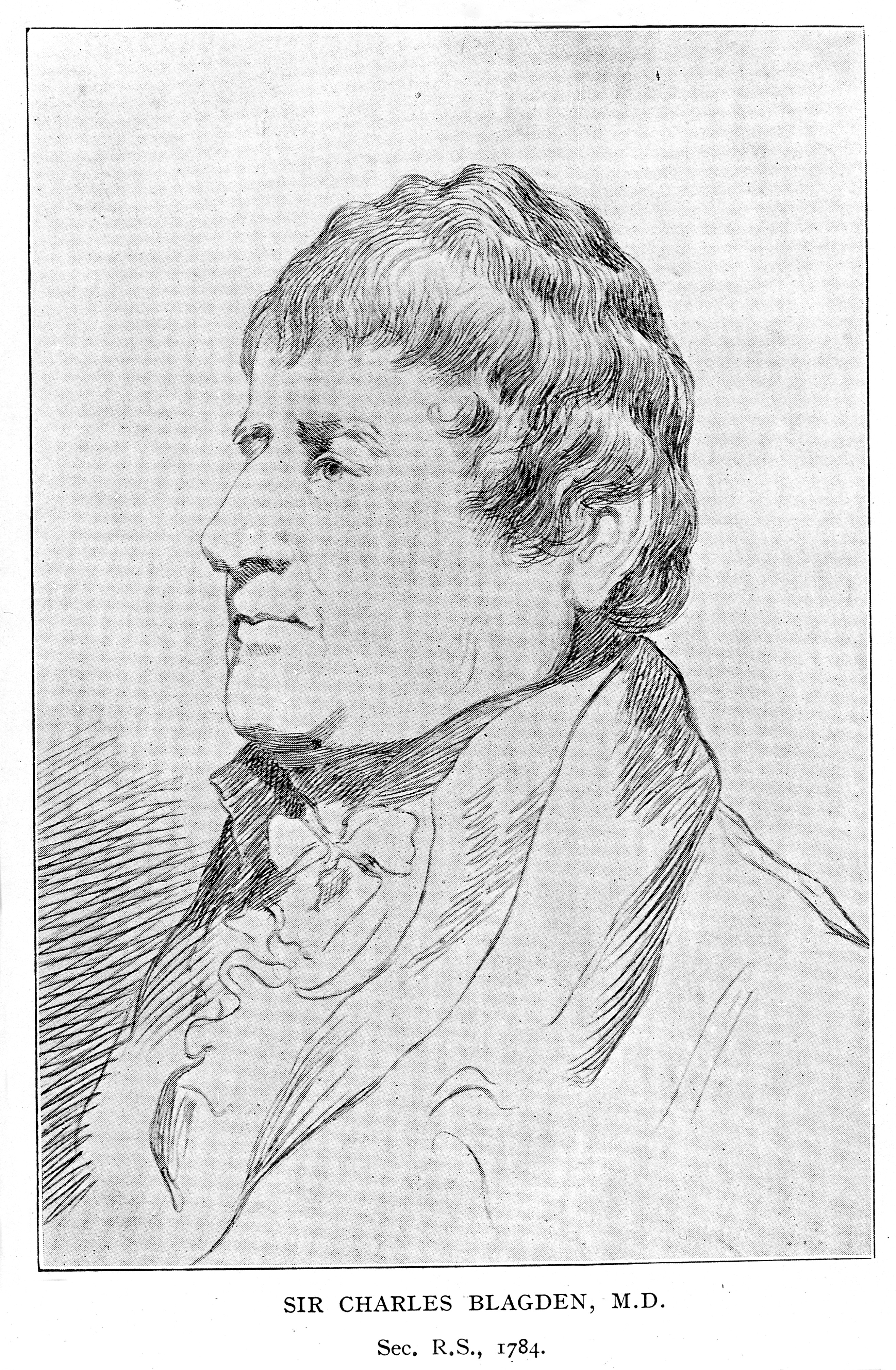
Charles Blagden

Sir Charles Brian Blagden (* 17. April 1748 in Wotton-Under-Edge, Gloucestershire; † 26. März 1820 in Arcueil) war ein britischer Arzt und Naturforscher.

## Leben
Blagden war ein Sohn von John Blagden (1715–1750) und dessen Frau Elizabeth Phelps. Seine Geschwister waren John (1740–1808, seit 1784: John Blagden Hale), Thomas (1742–1815), Mary (* 1745) und Richard (* 1749).
Blagden studierte von 1765 bis 1768 in Edinburgh Medizin. 1768 wurde er dort unter William Robertson mit einer Arbeit De causis apoplexiae (Über die Ursachen des Schlaganfalls) zum Doktor der Medizin promoviert. Er hörte Vorlesungen des Physikers und Chemikers Joseph Black und des Mediziners und Chemikers William Cullen, mit dem er befreundet war. Nach seinem Studium praktizierte er zunächst im Krankenhaus von Gloucester, ging aber 1772 nach London, wo er am 25. Juni zum Fellow of the Royal Society gewählt wurde. Dort trat er als Militärarzt in den Dienst der britischen Armee. Während des Amerikanischen Unabhängigkeitskriegs (1775–1783) war er zunächst auf dem Lazarettschiff HMS Pigot stationiert und später in den britischen Kolonien in Nordamerika. Im Jahre 1779 erhielt er von General Cornwallis die Erlaubnis, nach England zurückzukehren. Ab 1780 lebte er in Plymouth und arbeitete in einem Militärlazarett. Anfang 1783 schied er mit Halbsold aus dem aktiven Dienst aus.
Blagden fühlte sich in Plymouth isoliert vom wissenschaftlichen Leben und zog deshalb 1782 in die britische Hauptstadt. Hier wohnte er zunächst bei seinem Bruder John Blagden Hale und praktizierte weiterhin als Arzt. 1789 wurde er in die American Academy of Arts and Sciences gewählt. In London war er eng befreundet mit Henry Cavendish, mit dem er bis etwa 1790 gemeinsam forschte. Cavendish unterstützte Blagden auch finanziell und hinterließ ihm bei seinem Tod 1810 ein Vermächtnis von 15.000 Pfund Sterling, nach heutigem Wert etwa 1.440.000 Pfund. Ferner stand Blagden in langjährigem Austausch mit dem Präsidenten der Royal Society, Sir Joseph Banks, auf dessen Vorschlag hin Blagden am 5. Mai 1784 zu einem der beiden Sekretäre der Royal Society gewählt wurde. Er verkehrte auch im sogenannten Monday Club, welcher sich im Kaffeehaus George & Vulture traf.
Von Juni bis August 1783 war Blagden erstmals in Paris und wurde Zeuge von Experimenten von Antoine Lavoisier und Pierre-Simon Laplace. Ferner traf er den Marquis de Condorcet, Bochart de Saron (1730–1794), Cassini de Thury und dessen Sohn, den Grafen Cassini. 1789 wurde Blagden zum korrespondierenden Mitglied der Académie des Sciences sowie zum Mitglied der American Philosophical Society gewählt. 1788 erhielt er die Copley-Medaille der Royal Society, und 1792 wurde er als Knight Bachelor in den Adelsstand erhoben. Seit 1807 war er korrespondierendes Mitglied der Bayerischen Akademie der Wissenschaften.
Am 30. November 1797 trat Blagden wegen seines nachlassenden Sehvermögens als Sekretär der Royal Society zurück. Nach dem Friedensschluss zwischen England und Frankreich 1814 verbrachte er in seinen letzten Lebensjahren die Hälfte des Jahres auf dem Kontinent, insbesondere in Frankreich, wo er viele Freunde unter französischen Wissenschaftlern und Naturforschern hatte, so etwa Claude-Louis Berthollet und andere Mitglieder der Société d’Arcueil. Ab Juli 1807 wurde er in den Mémoires de Physique et de Chimie de la Société d’Arcueil als Mitglied der Société genannt. Bei einem dieser Aufenthalte starb Blagden im Hause seines Freundes Berthollet in Arcueil.

## Wissenschaftliche Leistungen
Seine Versuche über die Wirkung gelöster Stoffe auf den Gefrierpunkt des Wassers führten zu dem nach ihm benannten Blagden-Gesetz (Gefrierpunktserniedrigung), das besagt, dass Salz den Gefrierpunkt von Wasser senkt. Dies geschieht in einem einfachen umgekehrten Verhältnis zur Menge des Wassers.
Blagden experimentierte auch mit der menschlichen Temperaturregulationsfähigkeit. In seinem Bericht an die Royal Society aus dem Jahre 1775 erkannte er die Rolle des Schwitzens bei der Thermoregulation.
Am 23. Januar 1774 führte Blagden zusammen mit George Fordyce, Joseph Banks und sechs weiteren Männern ein Selbstexperiment in einer Wärmekammer durch. Die Wärmekammer bestand eigentlich aus drei Kammern mit jeweils unterschiedlichen Temperaturoptima. Die heißeste Kammer, mit einem kuppelförmigen Dach, wurde über im Boden liegende Heißluftkanäle und bei Bedarf mit zusätzlichen heißen Aufgüssen beheizt bzw. die Luftfeuchtigkeit geändert. Das Ziel des Experimentes war, herauszufinden, welche Außentemperatur der menschliche Körper ertragen kann. Sie begannen zunächst mit 45° Celsius und steigerten sich sukzessive auf ca. 100° Celsius und später auf 127° Celsius. Zuerst wurde der Versuch über acht Minuten völlig bekleidet, in Straßenkleidern mit Handschuhen und Strümpfen, später auch teils nackt durchgeführt. Auch ein Hund wurde zeitweise mitgenommen. Zeitgleich legte man auf einen Zinnrahmen ein Stück Fleisch. Nach etwa einer Dreiviertelstunde waren die Teilnehmer erschöpft, dehydriert und in Schweiß gebadet. Hingegen war das Steak nahezu völlig gegart. Den Unterschied zwischen dem „lebenden Fleisch“ und dem Beefsteak führte Blagden auf eine Hitzeadaptation zurück. Somit beschrieb Blagden die Wirkungen der verschiedenen Arten von Hitzeeinwirkung auf die Körperfunktionen (z. B. Schwitzen, Herzfrequenz). Er untersuchte aber auch die wesentliche Funktion der Verdunstungskühlung und die unterschiedlichen Effekte von trockener und feuchter Hitze.

## Schriften (Auswahl)
- Tentamen medicum inaugurale de causis apoplexiae. Edinburgh 1768. Dissertation.

Zeitschriftenbeiträge
- Experiments and Observations in an Heated Room. In: Philosophical Transactions. Band 65, 1775, S. 111–123, doi:10.1098/rstl.1775.0013.
- Further Experiments and Observations in an Heated Room. In: Philosophical Transactions. Band 65, 1775, S. 484–494, doi:10.1098/rstl.1775.0048.
- On the Heat of the Water in the Gulf-Stream. In: Philosophical Transactions. Band 71, 1781, S. 334–344, doi:10.1098/rstl.1781.0042.
- Mit Edward Nairne: Proceedings Relative to the Accident by Lightning at Heckingham. In: Philosophical Transactions. Band 72, 1782, S. 355–378, doi:10.1098/rstl.1782.0024.
- History of the Congelation of Quicksilver. In: Philosophical Transactions. Band 73, 1783, S. 329–397, doi:10.1098/rstl.1783.0022.
- An Account of Some Late Fiery Meteors; With Observations. In: Philosophical Transactions. Band 74, 1784, S. 201–232, doi:10.1098/rstl.1784.0019
- Some Observations on Ancient Inks, with the Proposal of a New Method of Recovering the Legibility of Decayed Writings. In: Philosophical Transactions. Band 77, 1787 S. 451–457, doi:10.1098/rstl.1787.0039.
- Experiments on the Cooling of Water below Its Freezing Point. In: Philosophical Transactions. Band 78, 1788, S. 125–146, doi:10.1098/rstl.1788.0011.
- Sur le Refroidissement de l'eau au-dessous du terme de la Congelation. (Extrait de la premiere partie des Transactions Philosophiques by M. Adet). In: Annales de Chimie. Band 4, 1790, S. 229–248 (online).
- Report on the Best Method of Proportioning the Excise upon Spirituous Liquors. In: Philosophical Transactions. Band 80, 1790, S. 321–345, doi:10.1098/rstl.1790.0022.
- Rapport sur la meilleure méthode de proportionner les droits sur les liqueurs spiritueuses. In: Annales de Chimie. Band 15, 1792, S. 37–82 (online).
- Some Account of the Tides at Naples. In: Philosophical Transactions. Band 83, 1793, S. 168, doi:10.1098/rstl.1793.0016.
- Sur les parties constituantes du Tannin. In: Annales de Chimie. Band 55, 1805, S. 84–86 (online).
- An Appendix to Mr. Ware's Paper on Vision. In: Philosophical Transactions. Band 103, 1813, S. 110–113, doi:10.1098/rstl.1813.0017.

- Die Gesetze der Ueberkaltung und Gefrierpunktserniedrigung, (1788). Herausgegeben von A. J. von Oettingen. Ostwalds Klassiker 56, Leipzig 1894, Archive